# Surya Bonaly
Surya Bonaly (* 15. Dezember 1973 in Nizza) ist eine ehemalige französische Eiskunstläuferin, die im Einzellauf startete. Sie war die Europameisterin von 1991, 1992, 1993, 1994 und 1995.

## Biografie
Bonaly wurde 1973 in Nizza geboren und von Suzanne Bonaly, einer Sportlehrerin, und deren Ehemann Georges, einem Architekten, der für die Regierung arbeitete, im Alter von acht Monaten aus einem Waisenhaus adoptiert. Bonalys leibliche Eltern stammen aus Côte d’Ivoire bzw. von der Insel La Réunion.
Im Alter von zehn Jahren begann Bonaly, in der Gruppe des ehemaligen Eiskunstläufers und damaligen Eiskunstlauftrainers Didier Gailhaguet zu trainieren. Bevor sie zum Eiskunstlaufen kam, betrieb Bonaly Turnen, Trampolinspringen und Tumbling (eine nichtolympische Variante des Bodenturnens), alles auch wettkampfmäßig. Im Tumbling wurde sie, wie später auch im Eiskunstlaufen, sogar Juniorenweltmeisterin.
In den Jahren von 1989 bis 1997 wurde Bonaly französische Meisterin. 1989 nahm sie erstmals an Welt- und Europameisterschaften teil. 1991 wurde sie in Budapest Juniorenweltmeisterin. Im gleichen Jahr gewann sie bei der Europameisterschaft der Senioren in Sofia ihre erste Goldmedaille. Es war der erste Europameisterschaftstitel für eine Französin in der Damenkonkurrenz. Bonaly konnte diesen Titel viermal verteidigen, sodass sie in den Jahren 1991 bis 1995 fünfmal in Folge Europameisterin wurde. Abgelöst wurde Bonaly 1996 von Irina Sluzkaja, hinter der sie in diesem Jahr Vizeeuropameisterin wurde.
Bei Weltmeisterschaften war sie nicht so erfolgreich. Dreimal hintereinander wurde sie von 1993 bis 1995 Vizeweltmeisterin, erst hinter Oksana Bajul, die sie bei den Europameisterschaften noch zweimal bezwungen hatte, dann hinter Yuka Satō und schließlich hinter Chen Lu. Bei den Eiskunstlauf-Weltmeisterschaften 1994 in Chiba fühlte sie sich von den Preisrichtern um den Sieg betrogen und betrat das Siegerpodest zunächst nicht, später nahm sie demonstrativ ihre Silbermedaille ab und wurde vom Publikum ausgebuht. 1993 wurde sie Zweite hinter Oksana Bajul, die sie zwar sprungtechnisch bezwungen hatte, der sie aber aufgrund der schlechteren Bewertungen im künstlerischen Ausdruck am Ende unterlag.
Dreimal nahm Bonaly an Olympischen Winterspielen teil, ohne eine Medaille zu gewinnen. 1992 in Albertville belegte sie den fünften Platz, 1994 in Lillehammer den vierten Platz und 1998 in Nagano den zehnten Platz. Dort sprang sie im Kürprogramm, ihrem letzten Wettkampf, als Erste einen Rückwärtssalto und zwar einbeinig, da Sprünge laut Reglement einbeinig gelandet werden müssen. Dennoch wurde der Salto in Nagano nicht positiv bewertet. Bei den Olympischen Winterspielen in Albertville sprach sie den olympischen Eid.
Bonaly war vor allem für ihr großes Sprungtalent bekannt. 1991 war sie die erste Frau, die bei Weltmeisterschaften einen vierfachen Sprung versuchte, einen Toeloop. Sie stand den Sprung auch, rotierte ihn aber erst auf dem Eis zu Ende, weshalb er nicht als Vierfachsprung anerkannt wurde. Bonaly selbst war nach dem Sprung so erfreut und aufgeregt, dass sie kurz danach stürzte. Oft wurde sie für ihren mangelnden künstlerischen Ausdruck kritisiert und bekam niedrige Wertungen in diesem Segment.
Bonaly lebt in Las Vegas, Nevada und wurde 2004 US-amerikanische Staatsbürgerin. Bis 2007 tourte sie für mehrere Jahre mit der Eisrevue Champions on Ice. Auch als Profiläuferin war sie erfolgreich. Sie wurde hier die erste Frau, die einen einbeinig gelandeten Rückwärtssalto beherrschte. Bonaly war zuvor schon bei Wettkämpfen als die Läuferin mit den schnellsten und längsten Pirouetten aufgefallen.

## Ergebnisse
| Wettbewerb / Jahr            | 1988 | 1989 | 1990 | 1991 | 1992 | 1993 | 1994 | 1995 | 1996 | 1997 | 1998 |
| ---------------------------- | ---- | ---- | ---- | ---- | ---- | ---- | ---- | ---- | ---- | ---- | ---- |
| Olympische Winterspiele      |      |      |      |      | 5.   |      | 4.   |      |      |      | 10.  |
| Weltmeisterschaften          |      | 10.  | 9.   | 5.   | 11.  | 2.   | 2.   | 2.   | 5.   |      |      |
| Europameisterschaften        |      | 8.   | 4.   | 1.   | 1.   | 1.   | 1.   | 1.   | 2.   | 9.   | 6.   |
| Juniorenweltmeisterschaften  |      | 3.   | 2.   | 1.   |      |      |      |      |      |      |      |
| Französische Meisterschaften | 4.   | 1.   | 1.   | 1.   | 1.   | 1.   | 1.   | 1.   | 1.   | 1.   | 2.   |
| Trophée Lalique              |      | 1.   | 1.   |      | 1.   | 1.   | 1.   | 3.   |      |      |      |